# In Concert (America)
In Concert è il secondo album dal vivo del gruppo folk rock statunitense America, pubblicato nel 1985.

## Registrazione
Il concerto si è tenuto presso il teatro 
Arlington di Santa Barbara, California, il 1 giugno del 1985.

## Tracce
1. Tin Man (Dewey Bunnell, Lee Bunnell) – 3:44
2. I Need You (Gerry Beckley) – 2:29
3. The Border (Russ Ballard, Bunnell) – 3:53
4. Sister Golden Hair (Beckley) – 3:22
5. Company (Bunnell) – 3:41
6. You Can Do Magic (Ballard) – 3:58
7. Ventura Highway (Bunnell) – 3:41
8. Daisy Jane (Beckley) – 2:59
9. A Horse with No Name (Bunnell) – 3:54
10. Survival (Beckley) – 3:24

## Tracce escluse dal disco
Alcuni brani del concerto vennero esclusi dalla pubblicazione del disco.
1. Sandman (Bunnell)
2. Never Be Lonely (Beckley)
3. Old Man Took (Bunnell)
4. Can't Fall Asleep To A Lullaby (Bunnell, Steve Perry, Bill Mumy, Robert Haimer)